# Tupolev Tu-120
Tupolev Tu-120 è un progetto relativo ad un aereo da bombardamento supersonico a propulsione nucleare, portato avanti dall'OKB Tupolev alla fine degli anni cinquanta. Tuttavia, lo sviluppo venne interrotto nella prima metà degli anni sessanta, ed il velivolo rimase interamente sulla carta.

## Sviluppo
L'ufficio tecnico di Andrej Nikolaevič Tupolev iniziò a lavorare al Tu-120 praticamente nello stesso periodo del banco prova Tupolev Tu-119, mai realizzato. In dettaglio, si trattava di uno dei tre aerei militari supersonici di serie a propulsione nucleare che l'OKB-156 aveva intenzione di sviluppare ed immettere in servizio nella seconda metà degli anni settanta.
Il Tupolev Tu-120 avrebbe dovuto essere un bombardiere a lungo raggio, che avrebbe dovuto essere affiancato al Tupolev Tu-22. Tuttavia, l'intero programma sugli aerei atomici sovietici fu cancellato nella prima metà degli anni sessanta, e lo sviluppo del Tu-120 venne interrotto.

## Tecnica
Il Tu-120 avrebbe dovuto essere un aereo con ala a freccia ed impennaggio convenzionale, spinto da due turbogetti progettati e realizzati dall'ufficio tecnico Kuznetsov. I due motori avrebbero dovuto essere sistemati nella parte posteriore della fusoliera, così come il reattore nucleare: si trattava di una soluzione che avrebbe consentito di aumentare la protezione per l'equipaggio. Sempre per aumentare la sicurezza di quest'ultimo, era previsto che la cabina di pilotaggio fosse sistemata nella parte prodiera del velivolo, e dotata di diversi sistemi di protezione e schermatura dalle radiazioni.
L'equipaggio avrebbe dovuto essere composto da due elementi: pilota e navigatore.